# 1-я улица Бебеля
1-я улица Бе́беля — улица в Северном административном округе города Москвы на территории Савёловского района.

## Происхождение названия
До революции носила название 1-я Церковная улица. В 1922 году переименована в честь Августа Бебеля (1840—1913) — деятеля германского и международного рабочего движения, социал-демократа, одного из основателей СДПГ.

## Расположение
1-я улица Бебеля расположена между улицами Нижняя Масловка и 2-я Квесисская. Примерно в середине 1-ю улицу Бебеля пересекает 1-я Квесисская улица.

## Примечательные здания и сооружения
Западная (нечётная) сторона застроена пятиэтажными хрущёвками. У восточной стороны находятся образовательные учреждения: школа и полиграфический колледж.

## Транспорт

### Наземный общественный транспорт
По 1-й улице Бебеля общественный транспорт не ходит. Ближайшие остановки:
- «Петровско-Разумовский пр.» автобусов т42, 82, 727 — на Нижней Масловке.
- «Петровско-Разумовский пр.» автобуса т29 — на 2-й Квесисской улице.

### Метро
- Станции метро «Динамо» Замоскворецкой линии и «Петровский парк» Большой кольцевой линии — у Ленинградского проспекта примерно в километре к западу от улицы.
- Станции метро «Савёловская» Серпуховско-Тимирязевской линии и «Савёловская» Большой кольцевой линии — на пересечении Сущёвского вала и Бутырской улицы примерно в километре к востоку от улицы.

### Железнодорожный транспорт
- Савёловский вокзал — на пересечении Сущёвского вала и Бутырской улицы примерно в километре к востоку от улицы.
- Платформа «Савёловская» Алексеевской соединительной ветви Московской железной дороги — восточнее улицы, на площади Савёловского Вокзала.